# Нодуль

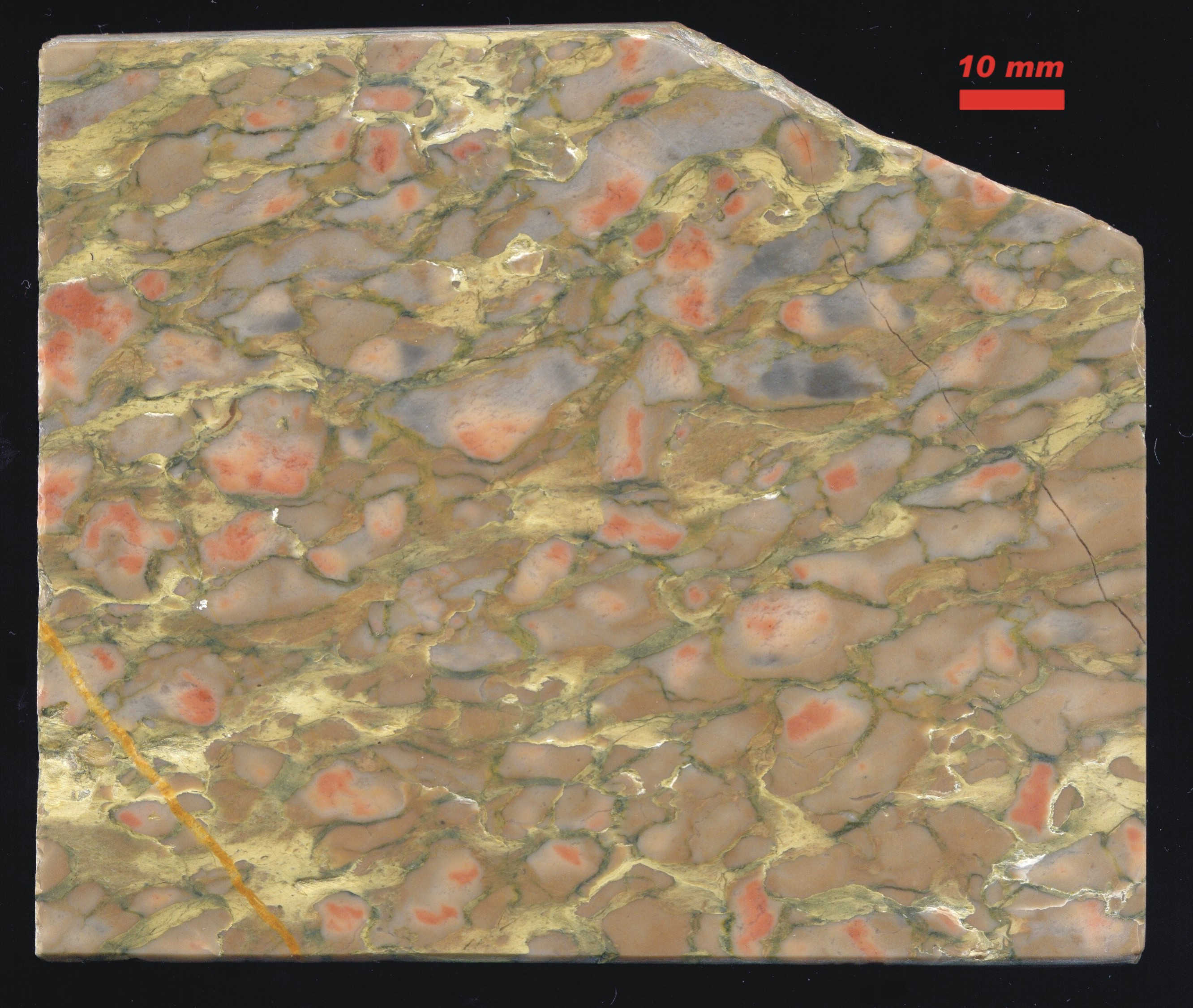
Девонські нодулі у вапняку.

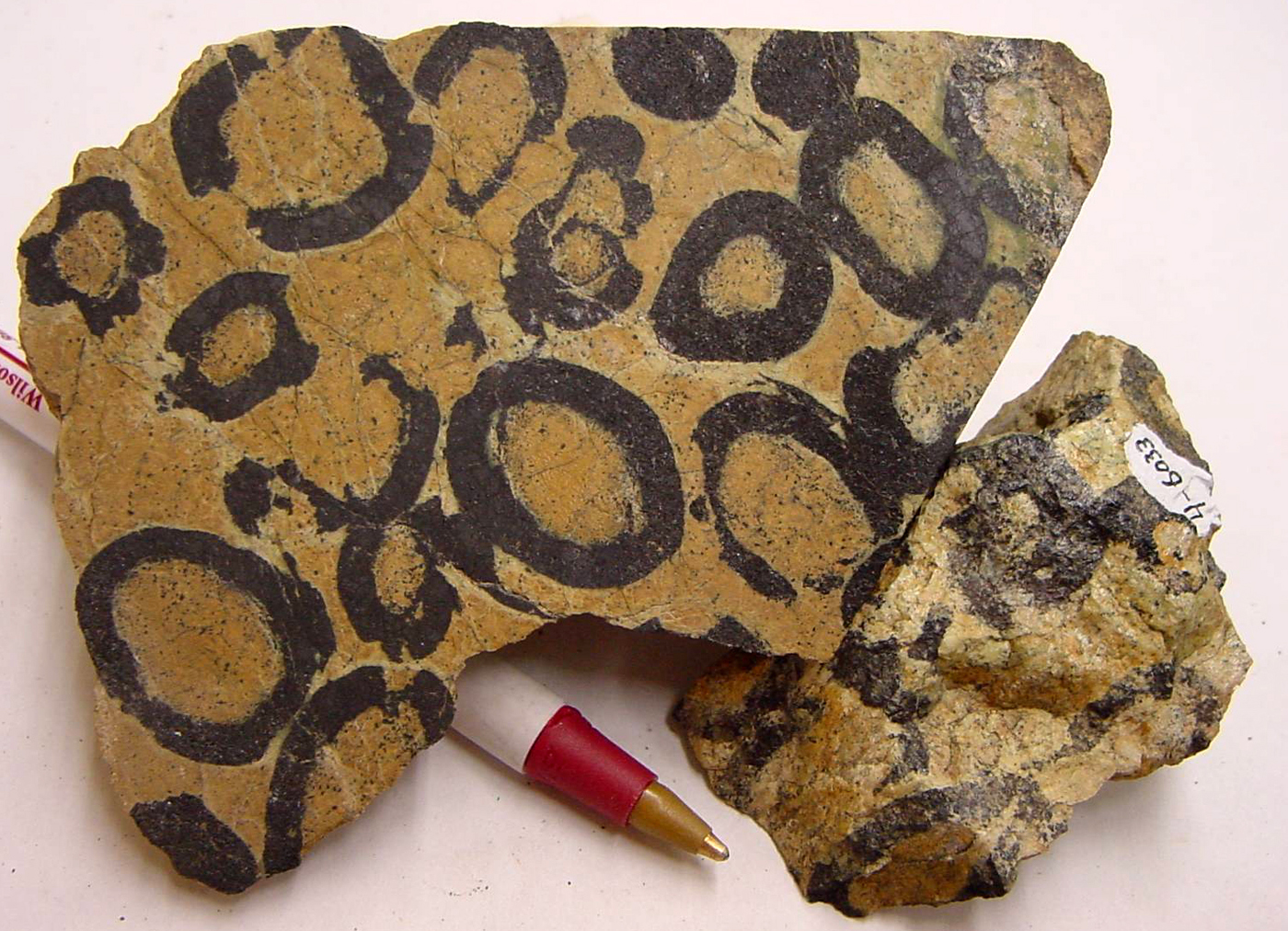
Хроміт.

Нодуль (англ. nodule, нім. Nodul) — округлі дрібні (розміром 5-15 мм) виділення мінералів. Особливо характерні для хроміту в хромітових рудах.